# Eparchia rostowska i nowoczerkaska
Eparchia rostowska i nowoczerkaska – eparchia metropolii dońskiej Rosyjskiego Kościoła Prawosławnego obejmująca południowo-zachodnią część obwodu rostowskiego.

Eparchia rostowska i nowoczerkaska

## Historia
Od 1829 na terenach nad Donem funkcjonowała eparchia dońska i nowoczerkaska ze stolicą w Nowoczerkasku. Obejmowała ona także obszar Kozaków czarnomorskich i obwód kaukaski. Zwierzchnikom eparchii przysługiwał tytuł biskupów nowoczerkaskich i gieorgijewskich. W 1842 wraz z utworzeniem eparchii kaukaskiej biskupi Nowoczerkaska zaczęli posługiwać się tytułem biskupów dońskich i nowoczerkaskich.
Eparchia rostowska i taganroska powstała 24 maja 1919 przez wyłączenie z eparchii jekatierinosławskiej i mariupolskiej okręgów Obwodu Wojska Dońskiego: rostowskiego i taganroskiego. W tym czasie tereny te były opanowane przez Siły Zbrojne Południa Rosji Antona Denikina.
Po ustanowieniu władzy bolszewickiej na początku lat 20. rozpoczęły się prześladowania religijne. W latach 30. powszechne stało się zamykanie, niszczenie i profanowanie cerkwi. W 1937 został zamknięty rostowski sobór katedralny. Sobór ponownie otwarto w 1942, w okresie niemieckiej okupacji. Po opuszczeniu Rostowa przez Niemców sobór funkcjonował nadal jako świątynia.
Diecezja wznowiła działalność w 1943, a jej terytorium objęło obszar zniesionej eparchii dońskiej i nowoczerkaskiej.
27 lipca 2011 z eparchii rostowskiej wydzielono eparchię szachtyńską i eparchię wołgodońską. 6 października 2011 trzy wymienione eparchie połączono w metropolię dońską.

## Biskupi
rostowscy i taganroscy (1919–1936)
- Arseniusz (Smoleniec) (24 maja 1919 – 1 listopada 1927)
- Serafin (Siliczew) (27 października 1927 – 17 listopada 1931)
- Aleksander (Białozor) (1931 – 1932)
- Mikołaj (Amasijski) (22 listopada 1933 – 1935)
- Dionizy (Prozorowski) (styczeń – koniec 1936)
- Mikołaj (Amasijski) (1942 – 1943) – po raz drugi

rostowscy i taganroscy (1943–1948)
- Eleuteriusz (Woroncow) (10 sierpnia 1943 – 5 kwietnia 1946)
- Serafin (Szarapow) (14 kwietnia 1946 – 30 października 1947)
- Sergiusz (Łarin) (30 października 1947 – 19 października 1949)

rostowscy i nowoczerkascy (24 lutego 1948 – 1954)
- Mikołaj (Czufarowski) (19 października 1949 – 23 marca 1951)
- Beniamin (Fiedczenkow) (23 marca 1951 – 28 listopada 1955)

rostowscy i kamieńscy (1954–1957)
- Flawian (Iwanow) (28 listopada 1955 – 7 października 1958)

rostowscy i nowoczerkascy (od 1957)
- Innocenty (Zielnicki) (8 grudnia 1958 – 16 marca 1961)
- Nikander (Wiktorow) (16 marca – 16 sierpnia 1961)
- Sergiusz (Pietrow) (sierpień 1961 – 12 stycznia 1962) – jednocześnie biskup woroneski
- Hieronim (Zacharow) (12 stycznia 1962 – 14 grudnia 1966)
- Aleksy (Konoplow) (15 grudnia 1966 – 7 października 1967) – jednocześnie arcybiskup krasnodarski i kubański
- Hilarion (Prochorow) (7 października 1967 – 16 grudnia 1969)
- Mikołaj (Kutiepow) (16 grudnia 1969 – 1 grudnia 1970)
- Włodzimierz (Kotlarow) (1 grudnia 1970 – 31 maja 1973)
- Joazaf (Owsiannikow) (31 maja 1973 – 2 kwietnia 1982)
- Włodzimierz (Sabodan) (16 lipca 1982 – 27 maja 1992)
- Włodzimierz (Kotlarow) (23 lutego 1993 – 27 grudnia 1995)
- Pantelejmon (Dołganow) (27 grudnia 1995 – 27 lipca 2011)
- Merkuriusz (Iwanow) (od 27 lipca 2011)